# George Washington (Schiff, 1909)

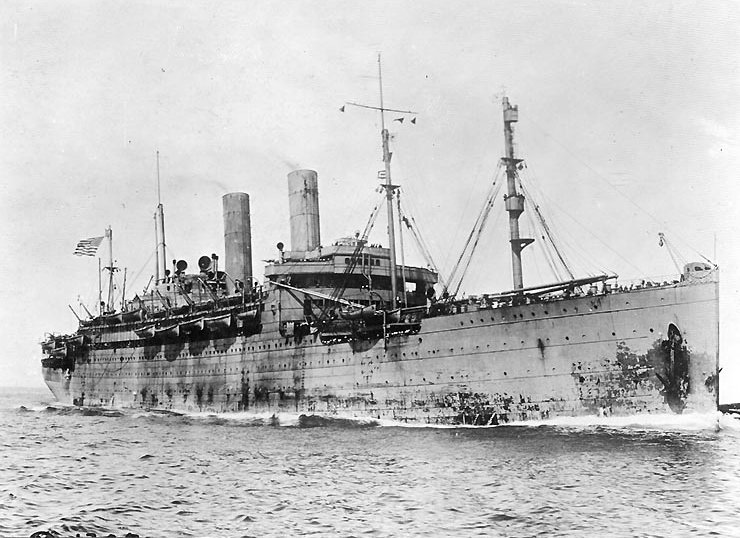
Die George Washington in Diensten der United States Navy (1918)

Die George Washington war ein Passagierschiff des Norddeutschen Lloyd.
Die George Washington war mit 25.570 BRT eines der größten deutschen Passagierschiffe vor dem Ersten Weltkrieg.

## Geschichte
Das Dampfschiff wurde den Vulcan-Werken am Tag des 50-jährigen Jubiläums des Norddeutschen Lloyd am 20. Februar 1907 in Auftrag gegeben und lief am 1. November 1908 in der Stettiner Vulcan-Werft vom Stapel.
Innerhalb des Lloyds gehörte die George Washington zur Bremen-Klasse und wurde als Doppelschrauben-Salonpostdampfer bezeichnet. Im Gegensatz dazu standen die Doppelschrauben-Schnelldampfer (z. B. Kaiser Wilhelm der Große), mit denen der Lloyd das Zeitalter der Vierschornsteindampfer eingeläutet hatte. Der Unterschied zwischen diesen beiden Klassen, welche allesamt die Route Bremerhaven-New York bedienten, lag hauptsächlich in der Reisegeschwindigkeit und in der Ladekapazität. Luxus und Service hingegen waren sehr ähnlich. Außerdem besaß der Lloyd noch die Dampfer der Feldherren-Klasse, welche neben den Transatlantikfahrten auch Ostasien und Australien ansteuerten.
Die Salondampfer benötigten zwei bis drei Tage länger über den Atlantik als die Schnelldampfer, wollten dafür aber ein höheres Maß an Bequemlichkeit und Ruhe bieten. Zudem hatte man Wert auf eine vergrößerte Ladekapazität gelegt.

Wie die Schnelldampfer, fanden auch die Salonpostdampfer ihr Publikum und besaßen die Gunst des internationalen Publikums. Die 213 m lange und 23,83 m breite George Washington konnte 2679 Passagiere an Bord nehmen. Die Jungfernfahrt begann am 12. Juni 1909 in Bremerhaven und endete am 25. Juli 1909 in New York.
Sie fuhr bis zum Ersten Weltkrieg die Linie Bremerhaven–New York. Am 3. August 1914 wurde der Dampfer im Hafen von New York interniert. Während des Krieges diente das Schiff ab 1917 als amerikanischer Truppentransporter. Es fuhr nach dem Krieg für die United States Lines. 
Zwischen Ende 1918 und Sommer 1919 reiste US-Präsident Woodrow Wilson mit der George Washington mehrmals nach Frankreich – es handelte sich um die ersten Europa-Reisen eines US-Präsidenten überhaupt –, so unter anderem auch zur Teilnahme an der Pariser Friedenskonferenz. 
1931 kam es zur Flottenreserve. Im Zweiten Weltkrieg erhielt es eine Ölbefeuerung und ein  Schornstein wurde entfernt. Es wurde wieder ab 1942 als Truppentransporter eingesetzt.

Nach 1945 war es wieder „eingemottet“ als Reserveschiff. 1951 wurde die George Washington nach einem Brand abgewrackt.

## Einrichtung

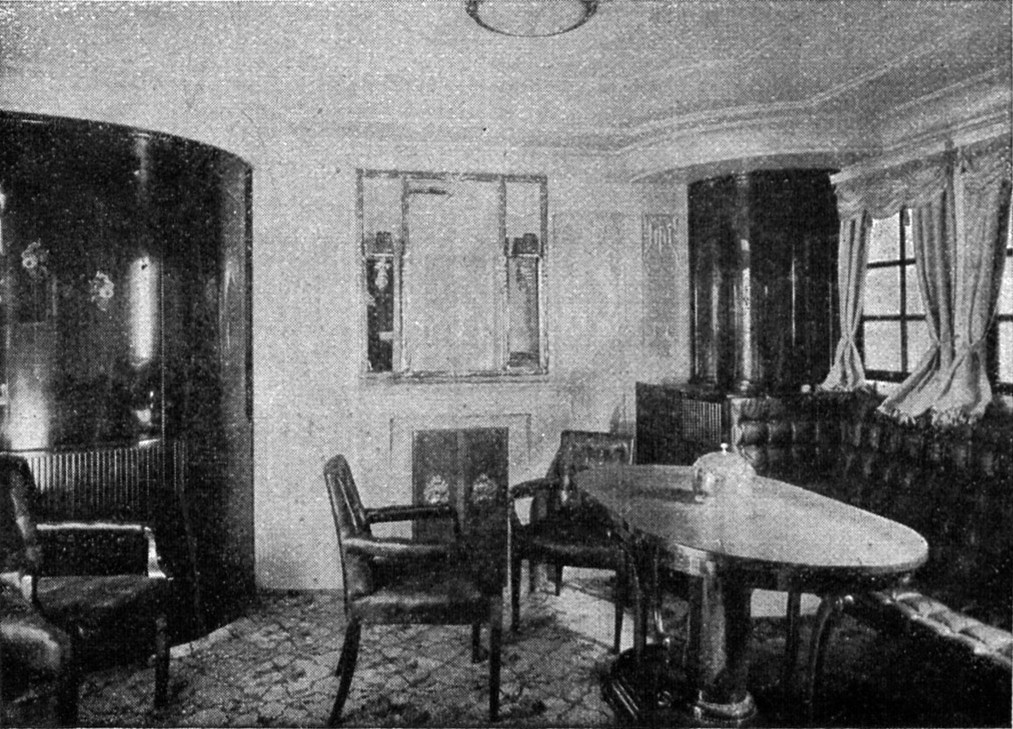
Kabine der 1. Klasse.

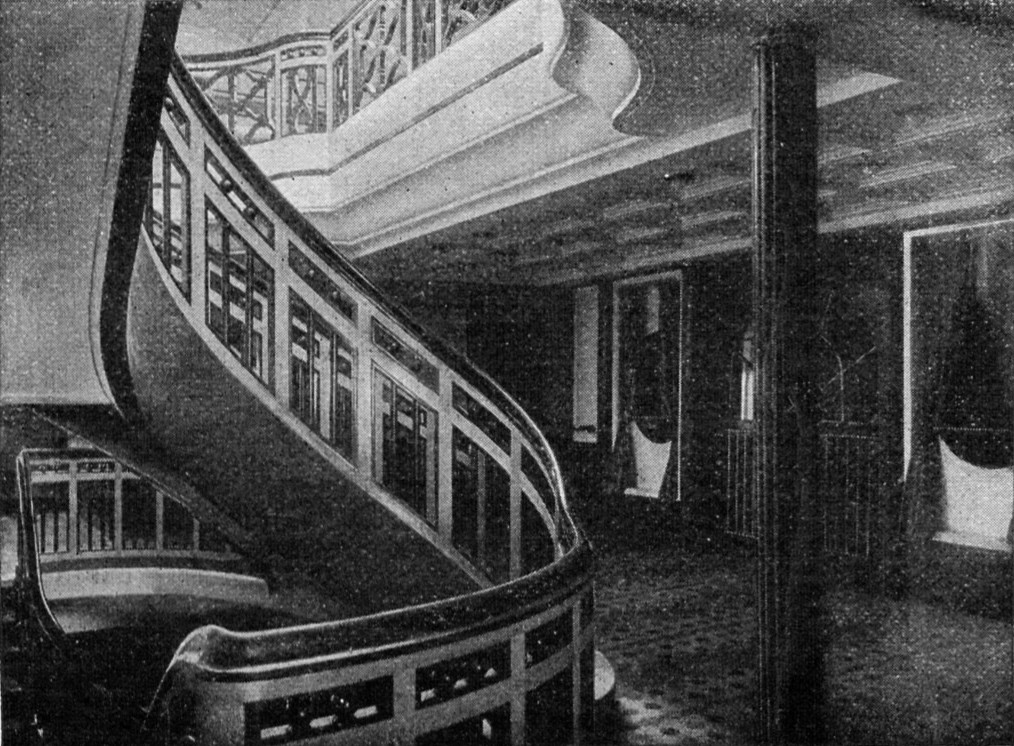
Treppenhaus

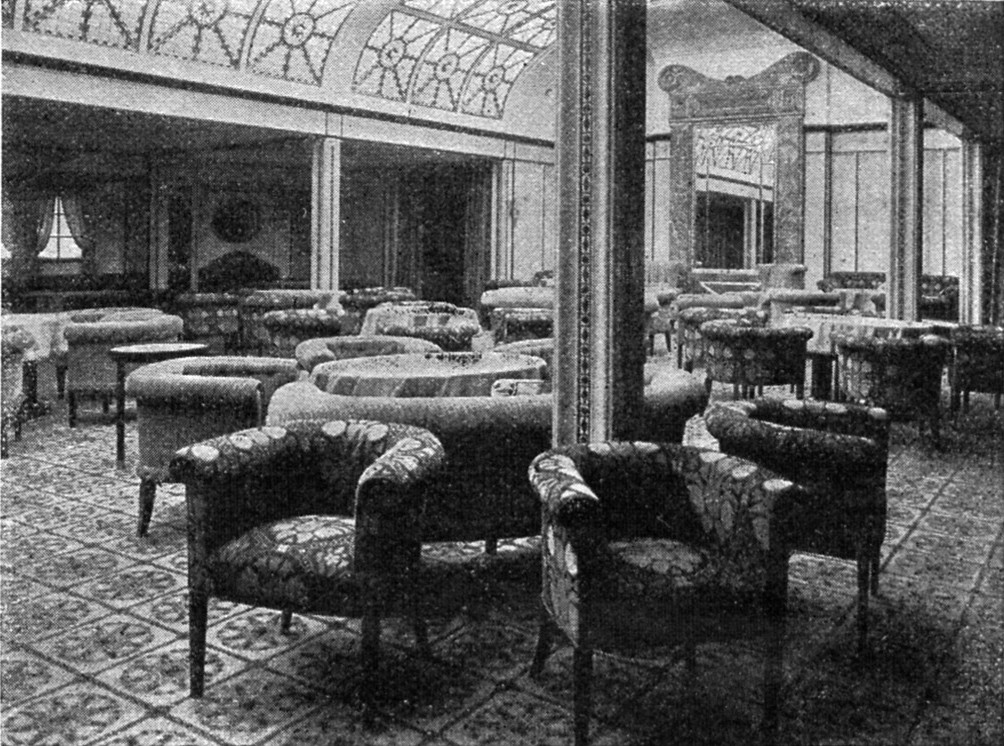
Wintergarten und Gesellschaftssalon

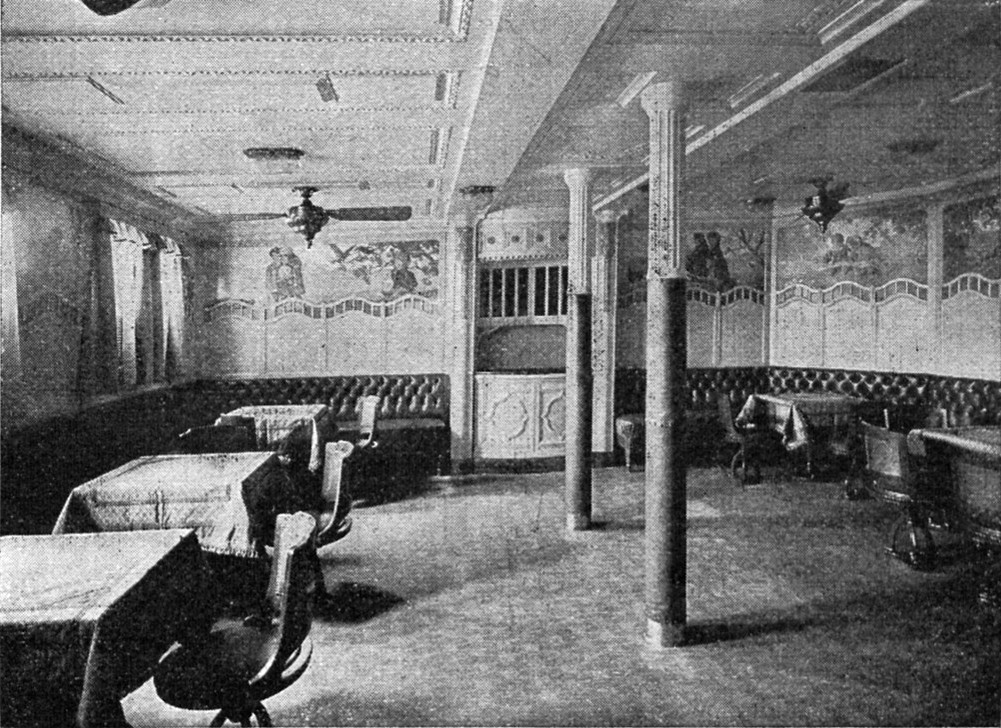
Kinderzimmer

Das Schiff war voll elektrifiziert. Abends konnten die Passagiere auf den elektrisch beleuchteten Promenadendecks flanieren. Hervorgehoben wurde in Prospekten spezielle Windschutzvorrichtungen an Deck, die der Leiter der Passageabteilung des Norddeutschen Lloyd, Direktor von Helmolt, erfunden hatte.
Im Gegensatz zur neobarocken Pracht der meisten Schnelldampfer zeigte die Gestaltung der Räume bereits die aufkommende wesentlich schlichtere Eleganz, wie sie beispielsweise die Wiener Werkstätten pflegten. Die künstlerische Leitung für die Inneneinrichtung hatte der Berliner Architekt und Designer Bruno Paul. Bei der Ausstattung wirkte der Bremer Architekt und Schriftsteller Rudolf Alexander Schröder mit. In den Salons, welche mit wertvollen Konzertflügeln ausgestattet waren, hatte man Gemälde namhafter Künstler aufgehängt. Zudem gab es unter anderem reichhaltige Schiffsbibliotheken und Gesellschaftszimmer wie den Rauchsalon.
Die luxuriöseste Art, auf der George Washington zu reisen, bestand darin, eines der Kaiserzimmer zu buchen. Diese besaßen Wohn-, Frühstücks-, Schlaf- und Badezimmer. Wie bei allen Kabinen der Ersten Klasse gehörten eiserne Bettstellen, Schlafsofas, Kleiderschränke, Waschtische, Kommoden und kleine Tische zur Einrichtung. Jede Kabine der Ersten Klasse war zudem mit einer elektrischen Klingelanlage und einem Ventilator versehen. Die zusätzlich vorhandenen Schlafsofas und Kinderbetten wurden nur im Bedarfsfall eingesetzt. Die zweitteuersten Zimmer waren die Luxuskabinen, welche aus Schlaf- und Badezimmer bestanden, danach folgten die Kabinen Erster Klasse, die wie die Zimmer der Zweiten Klasse aus einem Schlafraum bestanden. Die dort Reisenden mussten sich reichlich vorhandene, aber separierte Badezimmer mit anderen Reisenden teilen. Von Klasse zu Klasse unterschieden sich die Einrichtungen im Aufwand der Gestaltung und Ausstattung. Jede Klasse besaß neben streng getrennten Aufenthalts- und Speisesälen, die auch die damalige Klassengesellschaft widerspiegelten, jeweils eigene Küchen und Stewards mit sehr hohen Standards.
Die billigste Art zu Reisen, welche zumeist von Auswanderern genutzt wurde, bestand darin einen Platz im Zwischendeck zu erwerben in Massenunterkünften und Schlafsälen.
Wie auf jedem Dampfer des Lloyd fuhr auch auf der George Washington ein Arzt mit, der alle Patienten ohne Entgelt versorgte.

## Aus der Sicht von 1910
Der Schiffsmaschinenbau-Ingenieur Harald Nehbel widmet der George Washington einen reich bebilderten populärwissenschaftlichen Artikel in der Zeitschrift Deutscher Hausschatz 1910. Zunächst differenziert er im modernen Dampfschiffbau zwischen Geschwindigkeit und Luxus. Englische Schnelldampfer hätten den deutschen den Geschwindigkeitsrekord abgenommen und den begehrten Hochseepreis Blaues Band erhalten. Das sei nicht weiter schlimm, meint Nehbel, denn die aktuellen Geschwindigkeitszuwächse würden durch einen extremen Kohleverbrauch erkauft:

„So kommt es, daß die letzten 1,5 Knoten unserer großen Schnelldampfer fast ebensoviel Kohlen erfordern wie die ersten 15 Knoten, und ferner folgt hieraus, daß ein sehr großer Teil des Schiffsraumes von den gewaltigen Kesseln, Maschinen und den enormen Kohlenmengen eingenommen wird. Überdies hat die Steigerung der Geschwindigkeit nur dann einen Zweck, wenn dadurch so viel Zeit gewonnen wird, daß die Passagiere einen vollen Tag früher, also wieder am Tage, an ihrem Ziele ankommen. Jedenfalls wird es von den Passagieren der Lloyd-Schnelldampfer sehr angenehm empfunden, daß, wenn die Dampfer am Dienstag im Laufe des Tages in New York eintreffen, sie sogleich an Land gehen können, während Dampfer, die spät abends oder nachts ankommen, erst am anderen Morgen ihre Passagiere ausschiffen können.“

Nehbel zählt das in der George Washington verbaute Material auf: 14.500 Tonnen Stahl, 460 Tonnen Eisen, 750 Tonnen Nieten und Schrauben, 100 m³ Teakholz, 2.100 m³ Oregon- und Pitchpineholz, 1.200 m³ Fichtenholz. Um die Superlative anzureichern, listet er auch die Besatzung bis ins Detail auf. So besteht etwa das Küchenpersonal aus „1 Oberkoch, 9 zweiten und 8 dritten Köchen, 4 Dampfköchen, 4 Konditoren, 6 Bäckern, 20 Aufwäschern, 4 Schlächtern und 2 israelischen Köchen“. Zur Luxusausstattung des Schiffs gehören „elektrische Lichtbäder“ und „Dunkelkammern für Amateurphotographen“. 4.200 elektrische Lampen sorgen für künstliches Licht, zwei Destillierapparate erzeugen täglich 20.000 Liter Süßwasser aus Meerwasser. Wenn man den 220,18 m langen Dampfer senkrecht stellte, wäre er fast doppelt so hoch wie das 33-stöckige Park Row-Hochhaus am Broadway in New York City. Den Kölner Dom würde das Schiff um 63 m überragen.

## Bekannte Passagiere
- Sigmund Freud, 21. bis 29. August 1909: Sein einziger Amerika-Besuch, der sehr zur Verbreitung der Psychoanalyse in den USA beitrug. Er schrieb damals in einem Brief an seine Familie: „Das Schiff ist herrlich. Unterbringung, Verpflegung übersteigen alle Erwartungen. Von der Überfüllung, die wir bei 2400 Personen gefürchtet merkt man nichts […]. Die Kajüte ist klein, aber ungemein elegant u komplet.“[6]
- Giacomo Puccini: Am 8. Oktober 1910 zur Uraufführung der Oper La fanciulla del West (Das Mädchen aus dem goldenen Westen) in New York (Metropolitan Opera)
- US-amerikanischen Präsidenten Woodrow Wilson: Vom 4. bis 13. Dezember 1918 nach Brest zur Pariser Friedenskonferenz, die Anfang 1919 nach dem Ersten Weltkrieg stattfand.
- US-amerikanischer Admiral William V. Pratt: Anfang 1930 als Leiter der US-Delegation bei der Londoner Flottenkonferenz.

## Kapitäne
| Nr. | Name                  | Lebensdaten                                                       | Borddienst   | Bemerkung |
|     | Charles August Polack | (* 29. Januar 1860 in Grimma; † 17. November 1934 in Bremerhaven) | bis Mai 1913 | Polack erhielt im Jahr 1900 sein Kapitänspatent und war Schiffsführer Aachen, Werra, König Albert, Prinzess Irene, Kaiser Wilhelm der Große, bevor er die Schiffsführung auf der George Washington übernahm. 1913 wechselte er auf die Kronprinzessin Cecilie |
|     | H.A. Cunningham       |                                                                   | mind. 1924   | Aus New Yorker Einwanderungspapieren |

## Doppelschrauben-Salonpostdampfer der „Bremen-Klasse“ des NDL vor 1914
- Bremen
- Barbarossa
- Friedrich der Große
- Königin Luise
- Prinzess Irene
- Princess Alice (1900, 1904 an den NDL)
- König Albert
- Grosser Kurfürst
- Prinz Friedrich Wilhelm
- Berlin
- George Washington